# Iraqi Airways
Ира́кские авиали́нии (араб. الخطوط الجوية العراقية‎, англ. Iraqi Airways или Air Iraq) — крупнейшая авиакомпания Ирака, национальный перевозчик этой страны и старейшая на Ближнем Востоке. Базируется в международном аэропорту «Багдад» в Багдаде. Входит в состав участников Арабской воздушной организации.

## История
Авиакомпания «Иракские авиалинии» была основана в 1945 году, а 29 января 1946 года выполнила свои первые рейсы на самолётах Dragon Rapide и Vickers VC.1 Viking. В 60-х годах «Иракские авиалинии» покупают российские самолёты Ту-124, что позволяет перевозчику расширить маршрутную сеть и обеспечивать полёты в Европу и Африку. Позже был приобретён Ил-76 для выполнения грузовых рейсов.
В это же время у авиакомпании появляется дальнемагистральный лайнер Boeing 747, который позволяет перевозчику выполнять трансконтинентальные рейсы в Нью-Йорк.

### Военное время
В 1990 году Саддам Хусейн вводит свои войска в Кувейт. Это становится причиной для того, чтобы ООН ввела санкции против Ирака в области авиации. «Иракским авиалиниям» было запрещено выполнять полёты в страны Европы. На тот момент авиакомпания имела 17 самолётов, которые она переместила в секретные места. Для большинства стоянкой стали аэропорты Иордании.

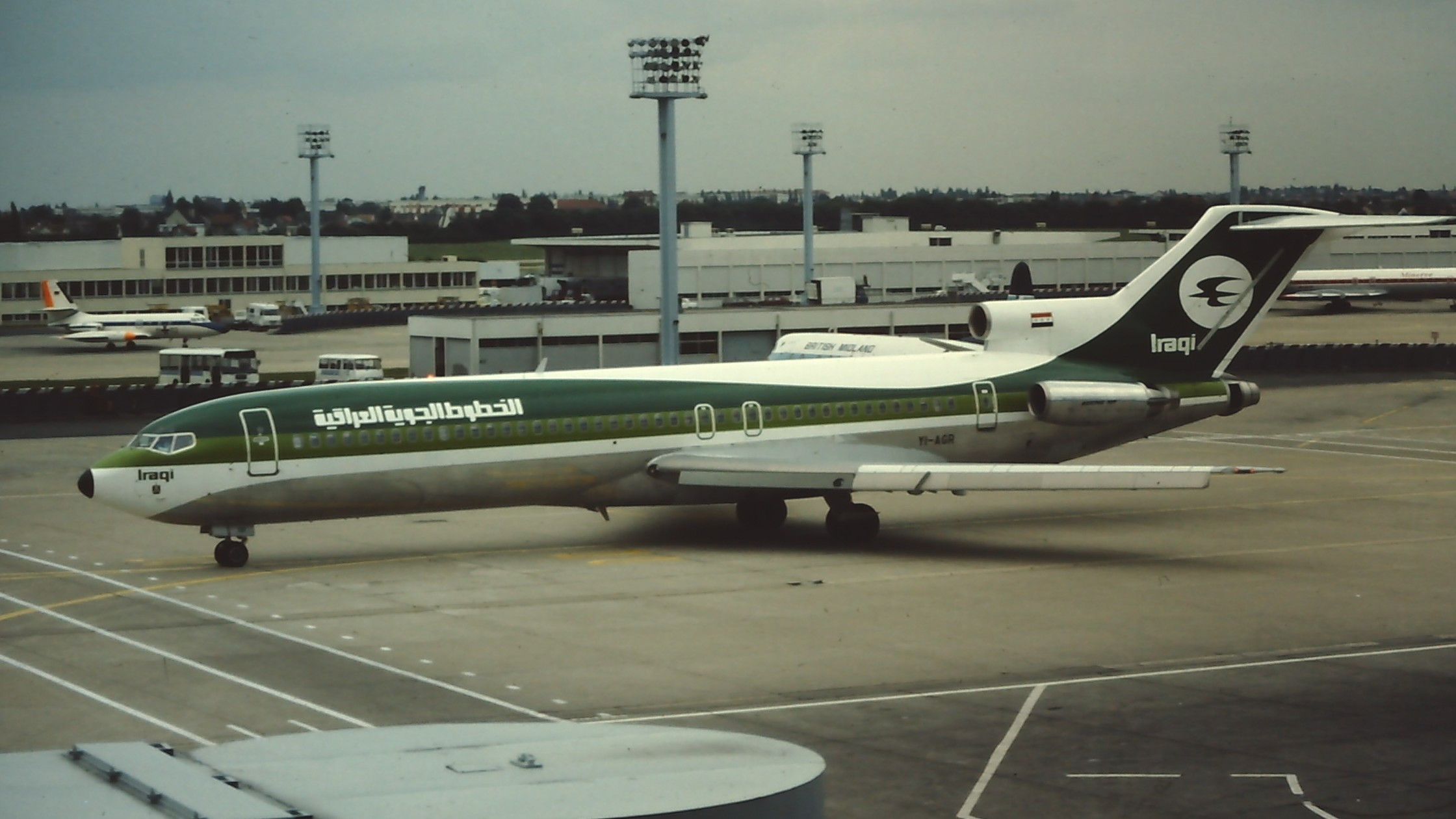
Самолёт Boeing 727-270 «Иракских авиалиний» в Парижском аэропорту Орли, Франция. 1981 год.

В 1991 году компания делает попытки возобновить выполнение полётов. Совет Безопасности ООН даёт на это разрешение, но только для рейсов самолётами внутри страны и вертолётами на ограниченных территориях. Однако вскоре полёты вновь прекращаются, так как США и Великобритания объявила о вводе в Ираке бесполётных зон.

### Возрождение
После войны в Ираке, 30 мая 2003 года, авиакомпания заявила о планах возобновления международных перевозок. Была создана компания «Iraqi Airways Company», которой было поручено воссоздать национальную авиакомпанию. Первый рейс после долгого простоя был совершён 3 октября 2004 года по маршруту Багдад — Амман — Багдад.
С марта 2009 года «Иракские авиалинии» начинают возобновление полётов в Европу. Был совершён первый за 19 лет рейс Багдад — Стокгольм — Багдад.

## Собственники и руководство
Юридическое название «Иракских авиалиний» — «Iraqi Airways Company». Предприятие на 100% принадлежит Правительству Ирака. Генеральный директор компании — Саид Аль-Хафаджи.

## Флот
По состоянию на октябрь 2016 года флот «Iraqi Airways» состоял из следующих самолётов: 

## Маршрутная сеть
«Иракские авиалинии» по состоянию на ноябрь 2014 года выполняют рейсы в 81 город 48 стран мира. Причём большинство авиасообщений компании в Европейский Союз начались лишь в 2009 году.

### Возвращение в Лондон
24 апреля 2010 года авиакомпания совершила первый за последние 20 лет рейс Багдад — Лондон — Багдад в аэропорт «Гатвик». Запрет на полёты в Великобританию авиакомпания получила, когда ООН в 1990 году ввела санкции против Ирака в ответ на ввод войск в Кувейт.

## Авиакатастрофы и происшествия
За всю историю компании произошло около 70 различных инцидентов и происшествий. Вот некоторые из них:
- 10 октября 1955 года — самолёт Vickers VC.1 Viking 644 в аэропорту Багдада съехал с ВПП в канаву и загорелся. Все 19 пассажиров и членов экипажа выжили. Борт списан.
- 19 марта 1965 года — в Каире самолёт Vickers Viscount 773 снёс ряд посадочных фонарей. Пострадавших нет, борт списан.
- 17 апреля 1973 года — самолёт Vickers Viscount 735 совершил посадку на фюзеляж в аэропорту Мосула. На борту находились 33 человека. Никто из них не пострадал. Самолёт списан.
- 1 марта 1975 года — самолёт Boeing 737-200, выполнявший рейс Мосул — Багдад, был захвачен тремя налётчиками. Во время происшествия погиб один человек.
- 23 сентября 1980 года — в аэропорту Багдада при посадке рухнул Ил-76. Считается, что самолёт был подстрелян иранскими истребителями. Никто из находившихся на борту членов экипажа не выжил.
- 24 сентября 1980 года — пожар на борту стоящего Ан-24 в аэропорту Киркука. Списан.
- 22 апреля 1982 года — при посадке потерпел крушение Ан-24. Экипаж погиб.
- 28 августа 1982 года — Ан-24 упал при взлёте в аэропорту Али. Погибших нет, самолёт списан.
- 16 сентября 1984 года — Boeing 737-270, выполнявший рейс 123 Ларнака — Багдад, был угнан. Все три налётчика уничтожены. Пассажиры и экипаж не пострадали.
- 25 декабря 1986 года — попытка захвата самолёта Boeing 737-270 (рейс 163 Багдад—Амман) над Саудовской Аравией. Два взрыва на борту унесли жизни 63 человек из 106.

- Во время войны в Персидском заливе бомбардировкой американских солдат был уничтожен Ту-124.

## Интересные факты
- Один из предполагаемых лидеров «Аль-Каиды» — бывший пилот «Иракских авиалиний»[12].